# Catartica
Catartica è il primo album del gruppo italiano Marlene Kuntz, pubblicato il 13 maggio 1994, primo disco dell'allora neonata etichetta discografica Consorzio Produttori Indipendenti. Distribuito originariamente dalla Phonogram, è stato successivamente ristampato dalla EMI. Esiste anche la versione in LP.

## Il disco
La nascita di quest'album è da far risalire ad un concorso musicale del 1992, Rock Targato Italia, che offriva spazio in una compilation prodotta da Gianni Maroccolo, bassista dei CSI, a cui i Marlene Kuntz parteciparono assieme a molte altre band provenienti da tutta Italia, in totale erano 16 gruppi. Il gruppo arrivò al nono posto, ma grazie al forfait dei Rifiuti Solidi Urbani riuscì a entrare a far parte dei finalisti del concorso. I Marlene Kuntz si fecero così notare da Maroccolo, che propose loro di registrare tutto il repertorio a Torino per poi sottoporglielo e cercare in questo modo di poter incidere con una casa discografica.
La consacrazione dei Marlene Kuntz avvenne grazie al leader dei CSI Giovanni Lindo Ferretti, che durante una convalescenza in ospedale ascoltò il singolo Lieve, che gli piacque a tal punto da fargli decidere di indirizzare la band, offrendo loro qualche utile correzione. Ferretti propose anche una cover del brano, contenuta nell'album In quiete.
Nonostante vari contatti con case discografiche indipendenti e non, i Marlene scelsero di autoprodursi. Arrivò una proposta dalla MCA Records che aveva letto su Rockerilla una recensione positiva del terzo demo, datato 1992, registrato dalla band. Dopo avere reclutato Marco Lega, già presente nella produzione della compilation di Rock Targato Italia, ed essersi spostati a Calenzano, eseguirono le prime registrazioni del disco. L'impaginazione grafica del CD è di Pino Marcosano.

## I brani
Sicuramente questo disco subisce una forte influenza dal suono noise dei newyorkesi Sonic Youth, soprattutto per quanto riguarda alcune canzoni, come la strumentale Non ti scorgo più, che ricorda le battaglie noise fra Lee Ranaldo e Thurston Moore oppure Sonica, divenuta un manifesto del noise rock italiano. Tra le canzoni più propriamente rock e aggressive vi è M.K, quasi un brano di "autopromozione", o Festa mesta, ricordata soprattutto per le sue versioni live. Non mancano le canzoni malinconiche e dolci, come Nuotando nell'aria, che diventerà una delle canzoni più importanti del gruppo; oppure Lieve (che è stata riproposta più volte dal vivo dai CSI) o Gioia (che mi do).

## Tracce
Testi di Cristiano Godano, musiche di Marlene Kuntz.
1. M.K. – 3:23
2. Festa mesta – 4:14
3. Sonica – 6:38
4. Nuotando nell'aria – 5:20
5. Giù giù giù – 3:19
6. Lieve – 3:42
7. Trasudamerica – 4:59
8. Fuoco su di te – 3:29
9. Merry X-mas – 3:18
10. Gioia (che mi do) – 5:03
11. Canzone di domani – 3:52
12. Mala mela – 5:19
13. 1º 2º 3º – 4:31
14. Non ti scorgo più – 2:32

## Formazione
- Cristiano Godano - voce, chitarra elettrica
- Riccardo Tesio - chitarra
- Gianluca Viano - basso
- Luca Bergia - batteria